# Impatiens pritchardii
Impatiens pritchardii är en balsaminväxtart som beskrevs av Toppin. Impatiens pritchardii ingår i släktet balsaminer, och familjen balsaminväxter. Inga underarter finns listade i Catalogue of Life.